# Liste des tours d'observation en France
 (mars 2022).
Si vous disposez d'ouvrages ou d'articles de référence ou si vous connaissez des sites web de qualité traitant du thème abordé ici, merci de compléter l'article en donnant les références utiles à sa vérifiabilité et en les liant à la section « Notes et références ».
La liste non exhaustive des tours de guet en France comprend des structures qui ont des vues ouvertes au public. Il comprend les tours d'observation, de télévision et d'eau, les tours d'église, les manèges fixes et autres plates-formes d'observation - y compris les anciennes tours (etc.).
| Nom                                 | Localisation           | Année de construction | Hauteur totale | Hauteur plate-forme d'observation | Ascenseur | Type de construction        | Remarques                                   |
| ----------------------------------- | ---------------------- | --------------------- | -------------- | --------------------------------- | --------- | --------------------------- | ------------------------------------------- |
| Tour Eiffel                         | Paris                  | 1889                  | 330 m          | 55m, 110 m, 276 m                 | oui       | tour metallique             | Platform d'observation plus haute en France |
| Tour Montparnasse                   | Paris                  | 1973                  | 210 m          | 210 m                             | oui       | gratte-ciel                 |                                             |
| Cathédrale Notre-Dame de Strasbourg | Strasbourg             | 1439                  | 142 m          | 66 m                              | no        | eglise                      |                                             |
| Tour métallique de Fourvière        | Lyon                   | 1894                  | 101 m          |                                   | oui       | tour metallique             | fermee depuis 1951                          |
| Tour Perret                         | Grenoble               | 1925                  | 95 m           | 60 m                              | oui       | tour d'observation          |                                             |
| Cathédrale Notre-Dame de Paris      | Paris                  | 1345                  | 93 m           | 69 m                              | no        | eglise                      |                                             |
| Kulmino                             | Notre-Dame-de-Monts    | 1981                  | 92 m           | 70 m                              | oui       | château d'eau               |                                             |
| Château d'eau d'Apremont            | Apremont               | 1966                  | 81 m           |                                   | oui       | château d'eau               |                                             |
| Monument américain de Montfaucon    | Montfaucon-d'Argonne   | 1937                  | 71 m           | 58 m                              | no        | monument                    |                                             |
| Phare de la Méditerranée            | Palavas-les-Flots      | 1943                  | 71 m           | 45 m                              | oui       | château d'eau               |                                             |
| Château d'eau de Ploubalay          | Beaussais-sur-Mer      |                       | 59.13 m        | 54 m                              | oui       | château d'eau               |                                             |
| Château d'eau de Ploudalmézeau      | Ploudalmézeau          | 1979                  | 55 m           | 50 m                              | oui       | château d'eau               |                                             |
| Colonne de la Grande Armée          | Wimille                | 1841                  | 54 m           |                                   | no        | monument                    |                                             |
| Colonne de Juillet                  | Paris                  | 1840                  | 50.52 m        |                                   | no        | monument                    |                                             |
| Arc de triomphe de l'Étoile         | Paris                  | 1836                  | 49.54 m        |                                   | no        | monument                    |                                             |
| Gyrotour                            | Poitiers (Futoroscope) | 1990                  |                | 0 m - 45 m                        | oui       | tour d'observation rotative |                                             |
| Tour du Belvédère                   | Mulhouse               | 1898                  | 20 m           | 20 m                              | no        | tour metallique             |                                             |
| Belvédère du mont des Avaloirs      | Pré-en-Pail            | 1994                  | 18.5 m         | 18.5 m                            | no        | monument                    |                                             |

Veuillez compléter la liste et la corriger si nécessaire